# Ivica Kralj
Ivica Kralj (Tivat, 26 de março de 1973) é um ex-futebolista montenegrino com passagens por clubes como Porto e PSV Eindhoven.
Atuou como goleiro da Seleção Iugoslava de Futebol na Copa de 1998 e na Eurocopa de 2000.

## Carreira
Kralj iniciou sua carreira no Partizan de Belgrado, em 1989. Em 1991, foi cedido por empréstimo ao Arsenal Tivat, com o intuito de ganhar maior experiência. Passou ainda pelo Jastrebac Niš antes de retornar ao Partizan em 1994.
Em 1998, foi negociado com o Porto, que acenou com sua contratação em decorrência das atuações do goleiro na Copa da França. Em uma temporada nos Dragões, foram apenas sete partidas. No ano seguinte, o Porto liberou Kralj por empréstimo ao Radnički Kragujevac, onde atuou apenas três vezes.
Também em 1999, foi para o PSV Eindhoven, alternando a titularidade com Patrick Lodewijks. Acabou sendo cedido novamente por empréstimo, desta vez para o Partizan, em 2001. Dois anos depois, retornou aos Crno-beli, permanecendo até 2007, quando foi para o Rostov. No clube russo, Kralj não entrou em campo, sendo apenas o terceiro goleiro dos Selmashi.
Em 2008, assinou com o Spartak Trnava da Eslováquia, tendo atuado em 17 partidas. Porém, em 2009, relegado a quarta opção ao gol do Spartak, Kralj rescindiu seu contrato em consenso mútuo com a diretoria do time.
Após tentativas frustradas de encontrar um novo clube para seguir sua carreira, o goleiro teve que anunciar sua aposentadoria como jogador aos 36 anos, em 2010.

## Seleção
Kralj disputou 41 partidas pela Seleção Iugoslava de Futebol entre 1996 e 2001
Ficou marcado negativamente na Eurocopa de 2000, quando levou seis gols da Holanda - três de Patrick Kluivert, dois de Marc Overmars e um gol-contra de Dejan Govedarica. A péssima atuação custou a Kralj a titularidade a partir de 2001, quando ele anunciou sua despedida da equipe.